# Ринальди, Алессандро (художник)

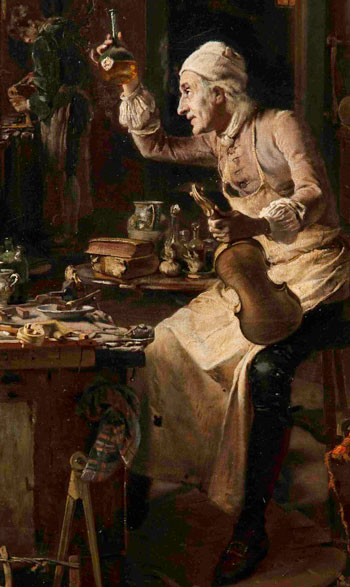
Фрагмент картины «Страдивари, приготовляющий особенный лак для своих скрипок». 1886 год.

Алессандро Ринальди (итал. Alessandro Rinaldi; 1839, Кремона — 1890, Рим) — итальянский живописец.

## Биография

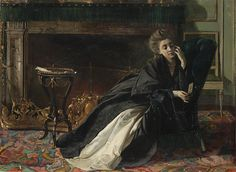
«Письмо».

Обучался в Академии изящных искусств Брера в Милане под руководством Э. Пальяно и Ф. Айеца.
Вскоре проявил необыкновенную способность к колориту. Во время борьбы за единство Италии, в 1859 году А. Ринальди сражался в рядах «Альпийских охотников» Гарибальди, но позже снова взялся за кисти.
С этого времени его произведения экспонировались почти на всех итальянских художественных выставках, особенно на ежегодных в Милане, и везде получали похвалы и премии.
Автор жанровых и исторических полотен.
Лучшими из его произведений, находившихся ранее по большей части во владении итальянской королевской фамилии, считаются:
- «Гамлет и Офелия» — картина, повторенная художником четыре или пять раз,
- «Перелётные ласточки»,
- «Последние минуты Микеланджело»,
- «Ватт, открывающий силу пара»,
- «Альфьери, читающий свою трагедию Мирра перед графиней Альбани»,
- «Сиротка»,
- «Форнарина и похороны Рафаэля»,
- «Случай с Бенвенуто Челлини»,
- «Вольта обнаруживает действие гальванической батареи»,
- «Страдивари, приготовляющий особенный лак для своих скрипок».

За год до своей смерти, А. Ринальди был разбит параличом из-за переживаний, вызванных гибелью пяти его картин на кремонской выставке 1888 года.